# Геракліт, що плаче, і Демокріт, що сміється

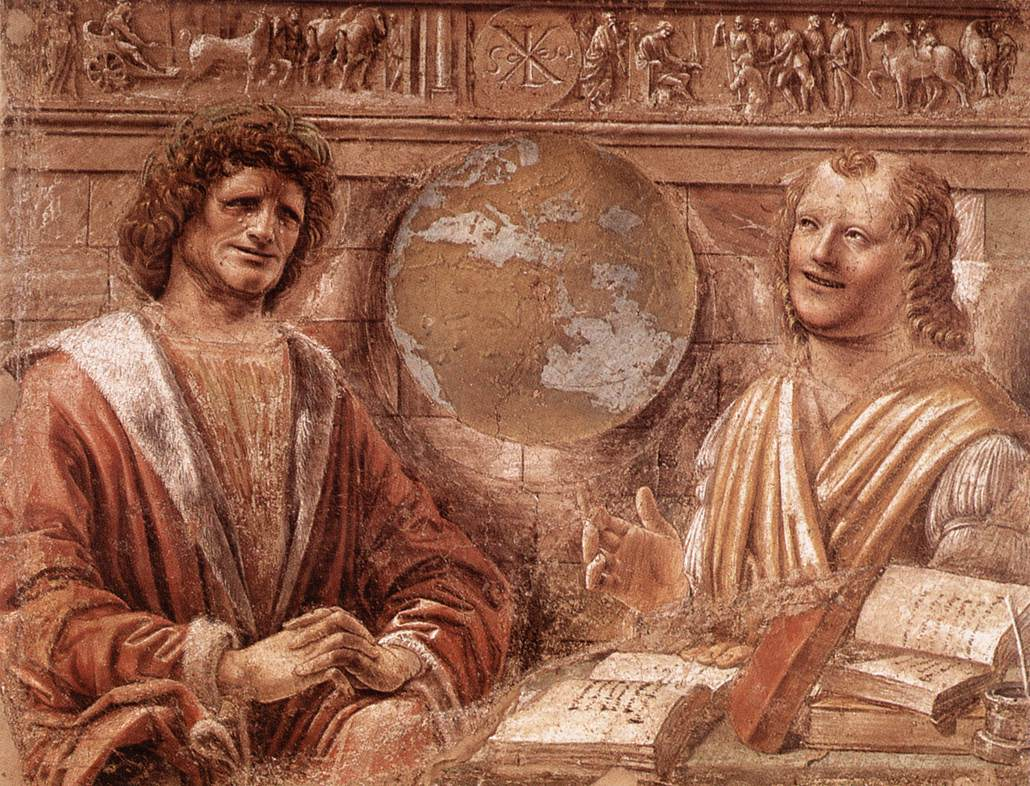
Фреска Браманте, 1477

Геракліт, що плаче, і Демокріт, що сміється — поширене в європейській філософії (починаючи з античності) і живопису періоду Ренесансу й бароко протиставлення двох знаменитих грецьких філософів, які мали різну думку на життя: перший оплакував людей, другий сміявся над людською глупотою.

## Історія
Демокріт Абдерський (бл. 460 — бл. 370 до н. е.) і Геракліт Ефеський (бл. 540—475 до н. е.) — два великі античні філософи, протилежність характерів яких, (один сміється, а інший плаче) є спільним топосом європейської культури. Демокріт був відомий як той, що сміється, оскільки його смішила глупота людського роду, більш ранній філософ Геракліт був відомий як Похмурий або Темний, і його філософська система контрастувала з ідеями Демокріта, на що звернули увагу наступні покоління.

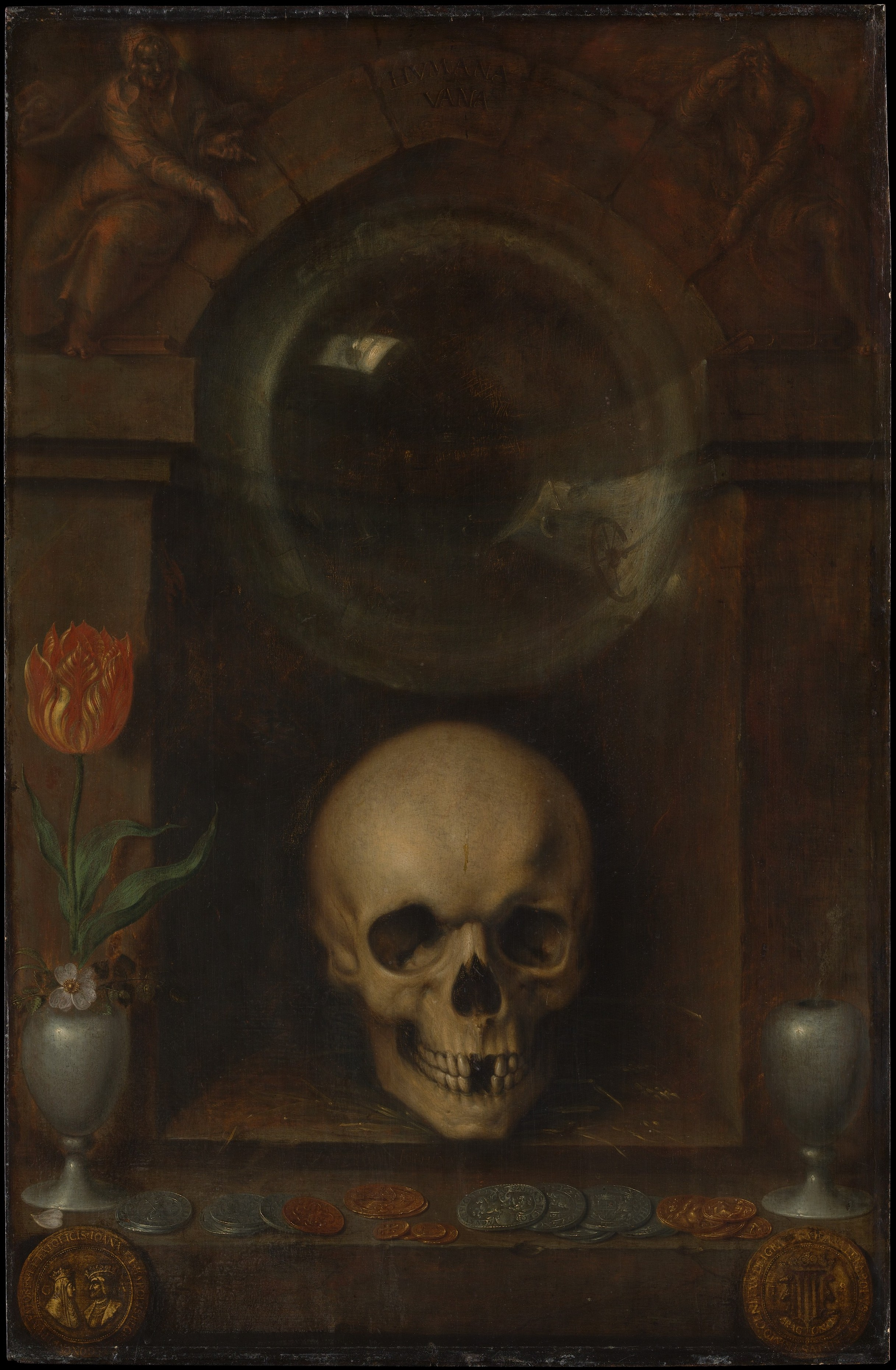
Натюрморт у жанрі ванітас, що вказує на марність життя. Геракліт і Демокріт зображені в пазухах арки, що вказують на череп — символ тлінності, мильна бульбашка — символ порожніх надій, і т. д.

Метою будь-якого пізнання Демокріт вважав "спокій душі (грец. εὐθυμία, яку він, втім, називає і різними іншими іменами), проте йдеться не про той спокій, який достягається задоволенням почуттів, а моральний спокій, непохитний перед пристрастями (грец. καθ᾽ ή̔ν γαληνω̃ς καὶ εὐσταθω̃ς ἡ ψυχὴ διάγει, ὑπὸ μηδενος ταραττομένη φόβου ἢ δεισιδαιμονίας ἢ ά̓λλού τινος πάθους). Звідси, ймовірно, з'явилося переказ, що зображує Демокріта, як людину, що вічно сміється (грец. γελασι̃νος), а Геракліта — як того, що вічно плаче ".
Вперше це протиставлення зафіксовано в автора ІІ століття до н. е. Сотіона, а потім у багатьох грецьких (Лукіан, Іполит Римський) та латинських авторів.
З римлян ця ідея протиставлення згадується у Сенеки, Ювенала та ін., «які вважали Демокріта оптимістичним філософом, любителем хорошого життя, який сміявся з марнотратства людства, на відміну від його попередника, Геракліта, автора неясних, похмурих текстів, в яких він обурювався людськими слабкостями». Цицерон приписує Демокріту постійний сміх поряд із величчю його душі.
Для античних авторів нездатність сміятися чи плакати означала нездатність бути мудрим. Такий підхід з'явився тому, що сміх і сльози на відміну від обурення — це дві реакції на божевілля людського життя, дозволені філософу, і Геракліт з Демокрітом були втіленнями цих образів.
Ренесансні гуманісти XV століття також використовували цю пару, щоб утвердити думку, згідно з якою життєрадісне світовідчуття більше відповідає філософові.
Монтень пише про них у розділі «Про Демокріта і Геракліта» у своїй книзі «Проби» (Розділ L)
Демокріт і Геракліт були двоє філософів, з яких перший, вважаючи долю людську жалюгідною і потішною, показувався публічно не інакше, як з ушнипливою й усміхненою міною.
Геракліт, у якого доля людська викликала спожаління і співчування, носив завжди смутне обличчя і набряклі сльозами очі:
Щойно вони за поріг свого дому ступали,
Перший сміявся, а другий вмивався дрібними слозами (Ювенал. Сатири, X, 28)
Найстрій першого мені подобається більше не тому, що сміятися втішніше, ніж плакати, а тому, що в ньому більше погорди і він сильніше осуджує нас, ніж настрій другого: а мені здається, що немає такої погорди, якої б ми не заслуговували.
(Монтень, «Проби», том. 1, с. 323 — український переклад Анатоля Перепаді)

## У живописі
Ці образи представлені в європейському живописі Ренесансу та бароко – на одній картині або у вигляді диптиха.
Демокріт :
- посміхається або сміється
- з глобусом та циркулем

Геракліт :
- плаче, ридає чи просто сумує
- у чорному вбранні
- іноді теж із глобусом
- іноді палець прикладений до ока [6]

## У літературі
- Франсуа Рабле, «Ґарґантюа та Пантаґрюель»: «Таким чином, вони зобразили собою Демокріта, що гераклітує, і Геракліта, що демокритує».
- Вальтер Скотт, «Квентін Дорвард»: «Ці два виконавці закону були прямою протилежністю один одному як за прийомами, так і за зовнішністю. Людовік називав одного Демокрітом, іншого Гераклітом».
- Вірш перуанського поета Клементе Альтауса «es:s:Demócrito y Heráclito», 1863